# Llau de Pedra Ficada
La Llau de Pedra Ficada és una llau del terme municipal de Conca de Dalt, al Pallars Jussà, a l'antic terme d'Hortoneda de la Conca, en terres de l'antic poble de Perauba.
Es forma al sud-est del Coll de Pedraficada i de l'Ereta de Baix, al nord-oest del Pletiu del Duc, des d'on davalla cap al sud-oest passant pel sud de la Solana de Pedraficada, on es decanta una mica més cap a ponent, i s'adreça a unir-se amb la llau dels Carants per formar el barranc del Vinyal a lo Parracó.